# 沈義父
沈義甫（?—?），即沈義父，字伯時，震澤（今江蘇吳江）人。
生卒年不詳。自幼好吟詩，相傳八歲時，其師命對云：“綠水本無憂，因風皺面。”沈對曰：“青山原不老，為雪白頭。”嘉定十六年（1223年）領鄉薦，以詩文有名於當時。淳祐二年（1242年）在震澤認識詞家翁元龍。隔年，經翁元龍介紹認識吴文英，空暇時相與唱酬。後任南康軍白鹿洞書院山長，教授宋明理學。退休後於故鄉震澤建置義塾。學者稱時齋先生。南宋亡，隱居不仕。長於詞曲，今存《樂府指迷》一卷。